# Sideritis chamaedryfolia
Sideritis chamaedryfolia là một loài thực vật có hoa trong họ Hoa môi. Loài này được Cav. miêu tả khoa học đầu tiên năm 1797.

## Hình ảnh

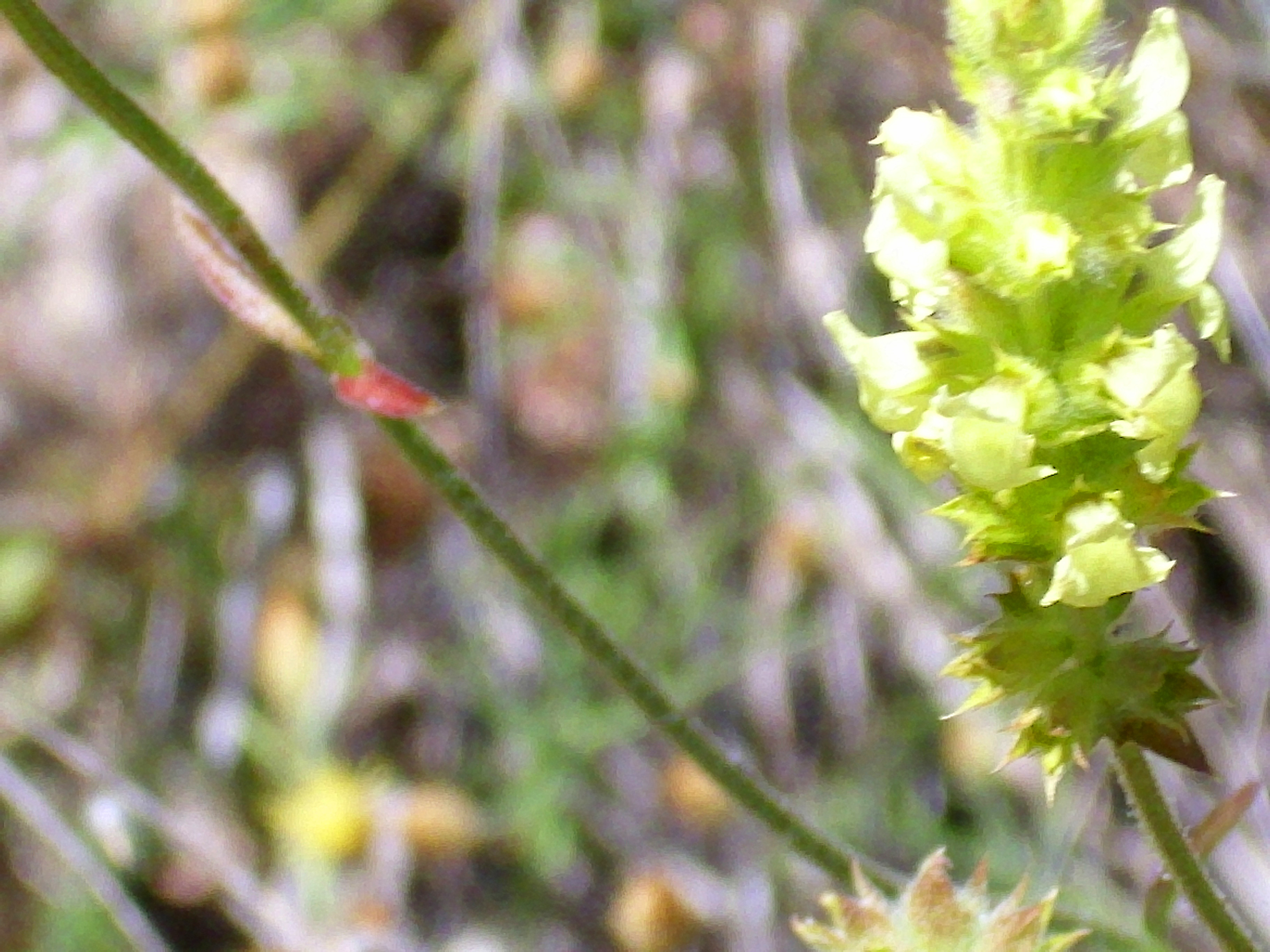
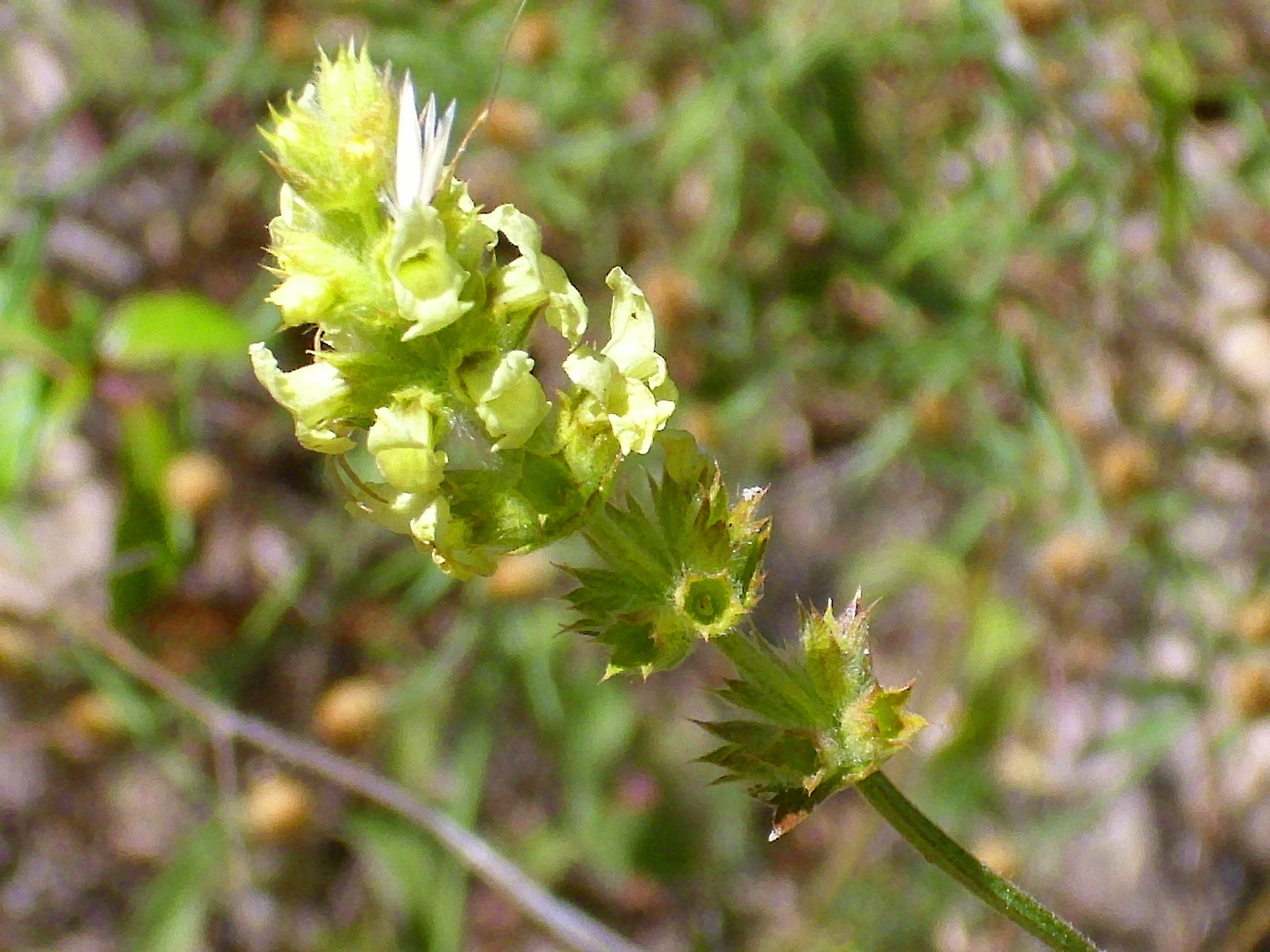